# Gjallica
Le mont Gjallica est la montagne la plus élevée du district de Kukës, dans le nord-est de l'Albanie, avec 2 468 m d'altitude. Il est situé dans les monts Šar, à 8 km au sud-est de la petite ville de Kukës. Son sommet demeure enneigé jusqu'en juin lorsque les hivers sont froids et neigeux. La montagne a une épaisse végétation de pins et de hêtres en haute altitude, mais une végétation clairsemée à sa base, en raison des émissions de gaz nocifs pour la végétation d'une usine proche[réf. nécessaire]. Le mont Gjallica apparaît particulièrement élevé parce que la vallée du Drin noir à l'ouest se trouve à seulement 250 m d'altitude.